# Шведенплац (Беч)
Шведенплац (у дословном преводу: Шведски трг) је трг у Првом бечком округу. Налази се на десној обали Дунавског канала и једно је од најважнијих чворишта јавног превоза у Бечу. Представља продужетак Кеја Франца Јозефа. Мост Шведенбрике, као и сам трг Шведенплац су добили своја имена у новембру 1919. одлуком градског већа којим је председавао градоначелник Јакоб Ројман у знак захвалности за помоћ Шведске после Првог светског рата.

## Историја

### Ротентурмска капија и мост
Од средњег века до 1858. године у близини данашњег Шведенплаца налазила се Ротентурмска капија бечког градског зида, која је омогућавала директан приступ из Беча до рукавца Дунава (данашњег Дунавског канала). На најужем делу рукавца Дунава, у близини данашњег моста Шведенбрике, још средином XV века саграђен је мост преко рукавца Дунава. На другој обали, на дунавском острву Доњи Верд, развило се предграђе касније названо Леополдштат, које је од 1850. године именовано у Други бечки општински округ. Маркантни мост замењен је 1819. године новом конструкцијом названом по тадашњем престолонаследнику Фердинанду.

### Трг на кеју
Након рушења Ротентурм капије, Кеј Франца Јозефа је постављен уз Дунавски канал до 1860. године. На мосту је добио проширење у облику квадрата, који је 1897. добио име Трг Кајзера Фердинанда по претходнику тада владајућег монарха. 
1945. године, током Бечке офанзиве, дошло је до артиљеријског дуела на Дунавском каналу, у коме су страдале многе грађевине, посебно око Шведенплаца. Блок кућа између данашњих улица Лауренцерберг и Ротентурмштрасе, толико је био оштећен да реконструкција није могла да буде извршена.

### Историја саобраћаја
Кејом су пролазили коњски трамваји од 1869. године, а електрични трамваји од 1898. године.
Године 1901. на Фердинандсплацу је отворена станица нове линије Дунавског канала Бечке парне градске железнице, коју је 1925. године општина Беч поново пустила у рад као Бечка електрична градска железница. На нивоу улице биле су две зграде за пријем у облику павиљона са бочним платформама, које је дизајнирао Ото Вагнер, узводно и низводно од моста.
Иако готово неоштећени и у функцији након завршетка Другог светског рата 1945. године, порушени су у складу са духом времена и на истом месту замењени модерним функционалним зградама 1950-их година. Објекти су срушени до 1976. године, због претварања пруге Дунавског канала од лаке градске железнице у подземну железницу (будући метро).
Године 1978. површина трга је потпуно редизајнирана и подземна метро станица У4 је изграђена уз Кеј Франца Јозефа. На низводном крају централне платформе, у висини некадашњег привременог дрвеног улаза у станицу, након реновирања се налази степениште које преко једноставне стаклене конструкције води на површину Шведенпаца.

### Видео надзор
2005. године, као реакција на ситне криминалне радње, посебно продају дроге, на Шведенплацу су постављене мобилне видео камере контролисане из Главног штаба бечке полиције. Видео-надзор је доспео у негативне наслове у децембру исте године када се сазнало да камере не гледају само на Шведенплац већ и на прозоре суседних станова.

## Транспортно чвориште
Данас је Шведенплац важно саобраћајно чвориште на ободу старог града. Поред две линије метроа У1 и У4, трамвајске линије 1 и 2, градске аутобуске линије 2А, аутобуске линије до бечког аеродрома, места за укрцавање и силазак туристичких аутобуса, ту се налази и пристаниште за речне бродове Вин Сити (Wien City, отворена 2010. године). Популарни Твин Сити Лајнер је брзи катамаран који плови до Братиславе и натраг, три пута дневно. 
Ротентурмштрасе повезује Шведенплац са Штефансплацем и Катедралом Светог Стефана. На широкој пешачкој и бициклистичкој стази у нивоу улице уз десну обалу Дунавског канала одвија се бициклистички саобраћај, уз све популарнији тротинетски саобраћај.
- Мапа Шведенплаца са околином
- Поглед према Шведенплацу са врха Ураније.
- Морцинплац
- Старе и нове композиције бечког трамваја на станици у Шведенплацу.
- Дунавски катамаран Твин сити лајнер на пристаништу Шведенплац
- Подземна станица Шведенплац са приступима перонима линија У1 и У4 бечког метроа.
- Композиција метроа на линији У4 на станици Шведенплац
- Улазак у метро станицу Шведенплац
- Лифт који повезује подземну метро станицу и Ротентурмштрасе
- Подземна станица лаке железнице, претече метроа и данашње станице Шведенплац (1978. година)
- Медијски торањ (лево) и Софител Виена Штефансдом (у изградњи десно), снимљени 2009. године.
- Црква посвећена Светом Рупрехту.

## Знаменитости и атракције Шведенплаца
Недалеко од трга је и мала сцена Позоришта на Шведенплацу, коју је од 1970. до 2006. водио Херберт Ледерер. Александар Вехтер га је поново пустио у рад 2014. године под именом Позориште Кеј Франца Јозефа 21. Шведенплац је такође тачка угла бечког Бермудског троугла, зоне са бројним баровима основаним почетком 1980-их. У непосредној близини су и  Рупрехтова црква , једна од најстаријих сакралних грађевина у граду, као и Уранија, у којој се налази центар за образовање одраслих, биоскоп и позориште лутака. Сваке године, у овом биоскопу се одржава филмски фестивал Виенале. Директно преко пута Шведенплаца, већ у Другом бечком округу, преко моста Шведенбрике, у улици Таборштрасе налазе се Медијски торањ који је осмислио архитекта Ханс Холајн и који је изграђен 2001. године. Са са леве стране торња је хотелска кула Жана Новела отворена у децембру 2010. године, која се води под именом  Софител Виена Штефансдом.

## Додатна Литература
- Флорентина Бахман: Структурни додаци дуж канала Дунава у области Шведенплац-Морцинплац . Дипломски рад, Технички универзитет у Бечу, 1987. (Florentine Bachmann: Bauliche Ergänzung entlang des Donaukanals im Bereich Schwedenplatz-Morzinplatz. Diplom-Arbeit, Technische Universität Wien, 1987).